# マーチソン・フォールズ国立公園
マーチソン・フォールズ国立公園（マーチソン・フォールズこくりつこうえん、英: Murchison Falls National Park）は、ウガンダ野生生物局によって管理されているウガンダの国立公園である。ウガンダ北西部に位置し、アルバート湖岸から内陸方面のヴィクトリア・ナイル川周辺およびカルマ滝に至る範囲まで広がっている。
公園は隣接する748平方キロメートルのブグング野生生物保護区と720平方キロメートルのカルマ野生生物保護区とともに、マーチソン・フォールズ保護区を形成している。

## 地理
公園はブリサ県、ナウォヤ県、キリャンドンゴ県およびマシンディ県の各県にまたがっている。最寄りの大きな町であるマシンディから公園のキバンダ地区まで約72キロメートル、ウガンダの首都で最大の都市であるカンパラからは北西へ約283キロメートルの道のりである。

## 歴史
探検家のジョン・スピークとジェームズ・グラントが、1862年に最初のヨーロッパ人として現在のマーチソン・フォールズ保護区にあたる地域を訪れた。さらに1863年から1864年にかけて、サミュエル・ベイカーとフローレンス・ベイカー夫妻によって詳細な調査が行われた。ベイカーは、地質学者のロデリック・マーチソン（当時の王立地理学会会長）にちなんで、公園内の滝をマーチソン・フォールズと名付けた。
ツェツェバエによって広まった睡眠病の影響により、1907年から1912年にかけて約13,000平方キロメートルの地域の住民が避難した。 1910年、ブニョロ動物保護区がナイル川の南に設立された。動物保護区は、マーチソン・フォールズ国立公園のブリサ県、マシンディ県、キリャンドンゴ県内の範囲とおおよそ一致していた。1928年に保護区の境界が現在のナウォヤ県にあたるナイル川の北側へ拡張された。1952年にイギリス政府はウガンダの国立公園法を制定し、保護区はマーチソン・フォールズ国立公園となった。

## 概要
マーチソン・フォールズ国立公園の面積は約3,893平方キロメートルにおよび、ウガンダでは最大の面積を持つ国立公園である。公園の領域は、東西約115キロメートルの範囲にわたるヴィクトリア・ナイル川によって南北に二分されている。
公園内にはマーチソン滝が存在する。滝はナイル川の水がわずか幅7メートルの狭い谷間を抜け、43メートルの高低差を落下する。
また、公園内にはカンパラ＝グル・ハイウェイに隣接するカルマ滝がある。カルマ滝には600メガワットの発電量を持つカルマ水力発電所が建設されており、2019年7月に予定されている稼働が開始すれば、ウガンダ最大の発電所となる見込みである。

## 野生生物
マーチソン・フォールズ保護区と保護区に隣接するブドンゴ森林保護区には、ウガンダ最大の生息数を誇るナイルワニとともに76種の哺乳類が生息している。鳥類では、希少なハシビロコウ、ブドンゴの59の「制限された範囲」の種、コビトカワセミ、オニアオサギを含むサギ、モモジロサイチョウ、カンムリエボシドリ、ペリカン、ヘビウなどを含む、多様性に富んだ450種の鳥類が生息している。また、これらの保護区は、2005年以来ライオンの保護区域としても活用されている。2006年、アルバート湖へ流入するヴィクトリア・ナイル川の三角州を含む一帯は国際的に重要な湿地を保全するラムサール条約に登録された。

## ギャラリー

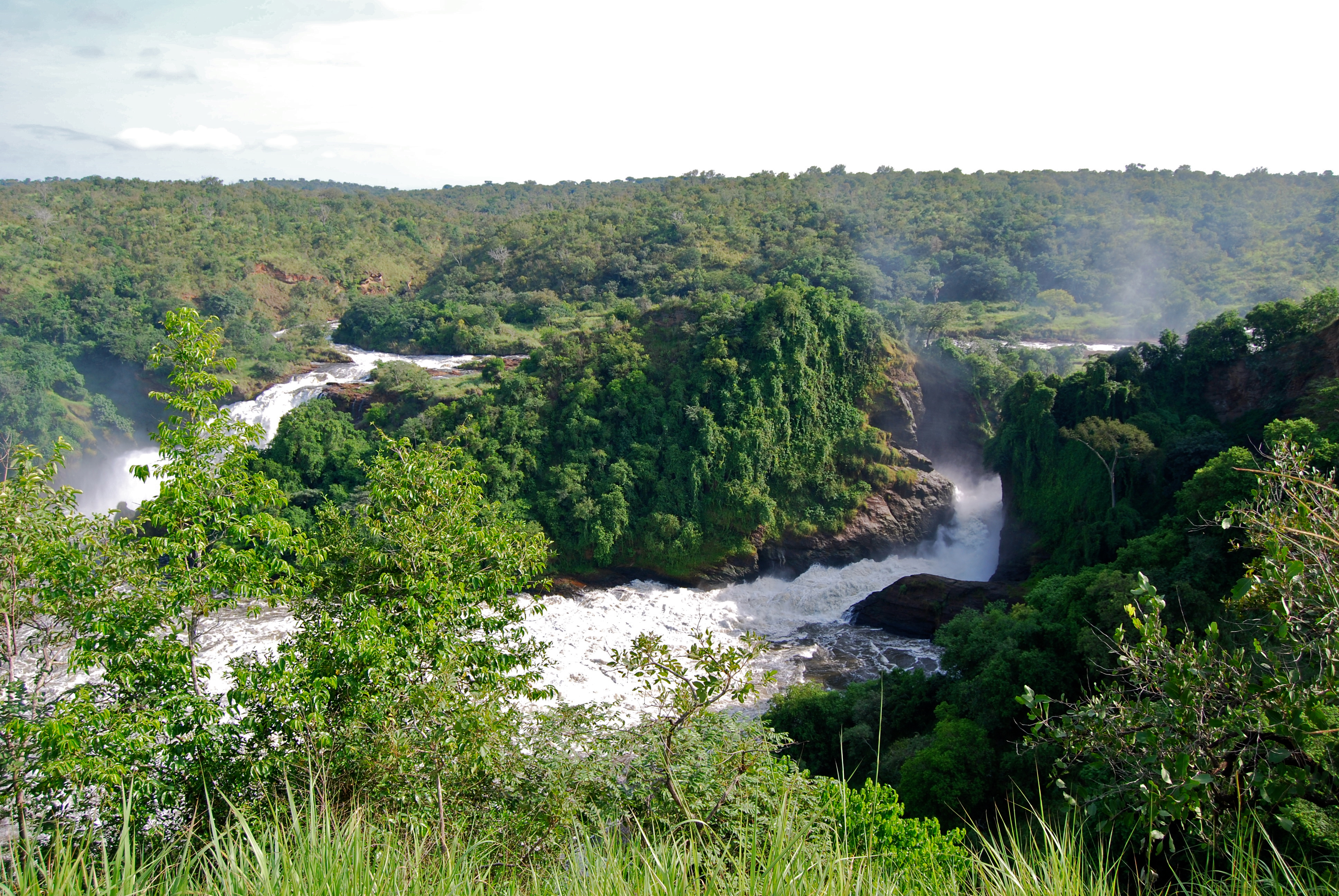
マーチソン滝
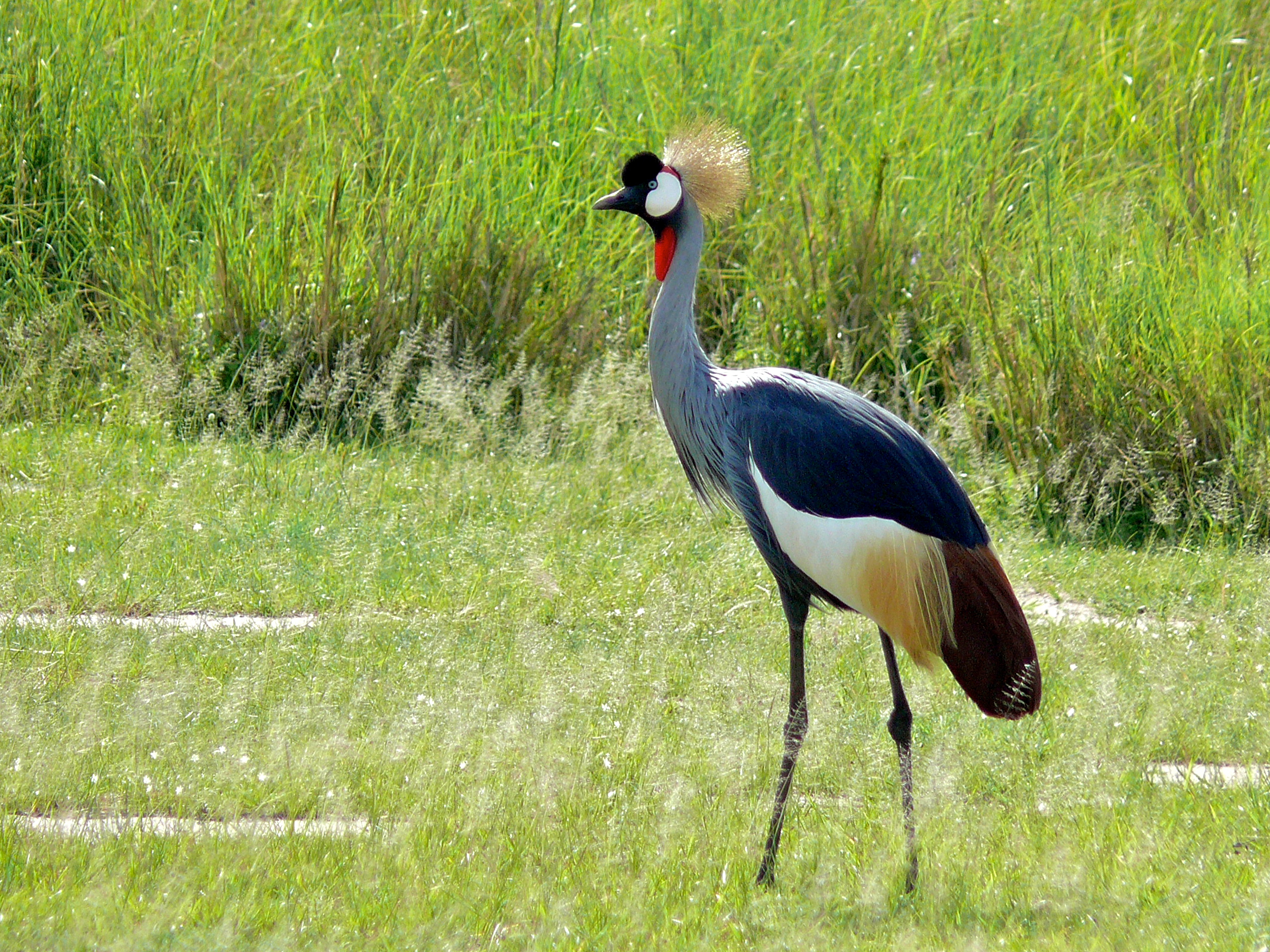
ホオジロカンムリヅル （ウガンダの国鳥）
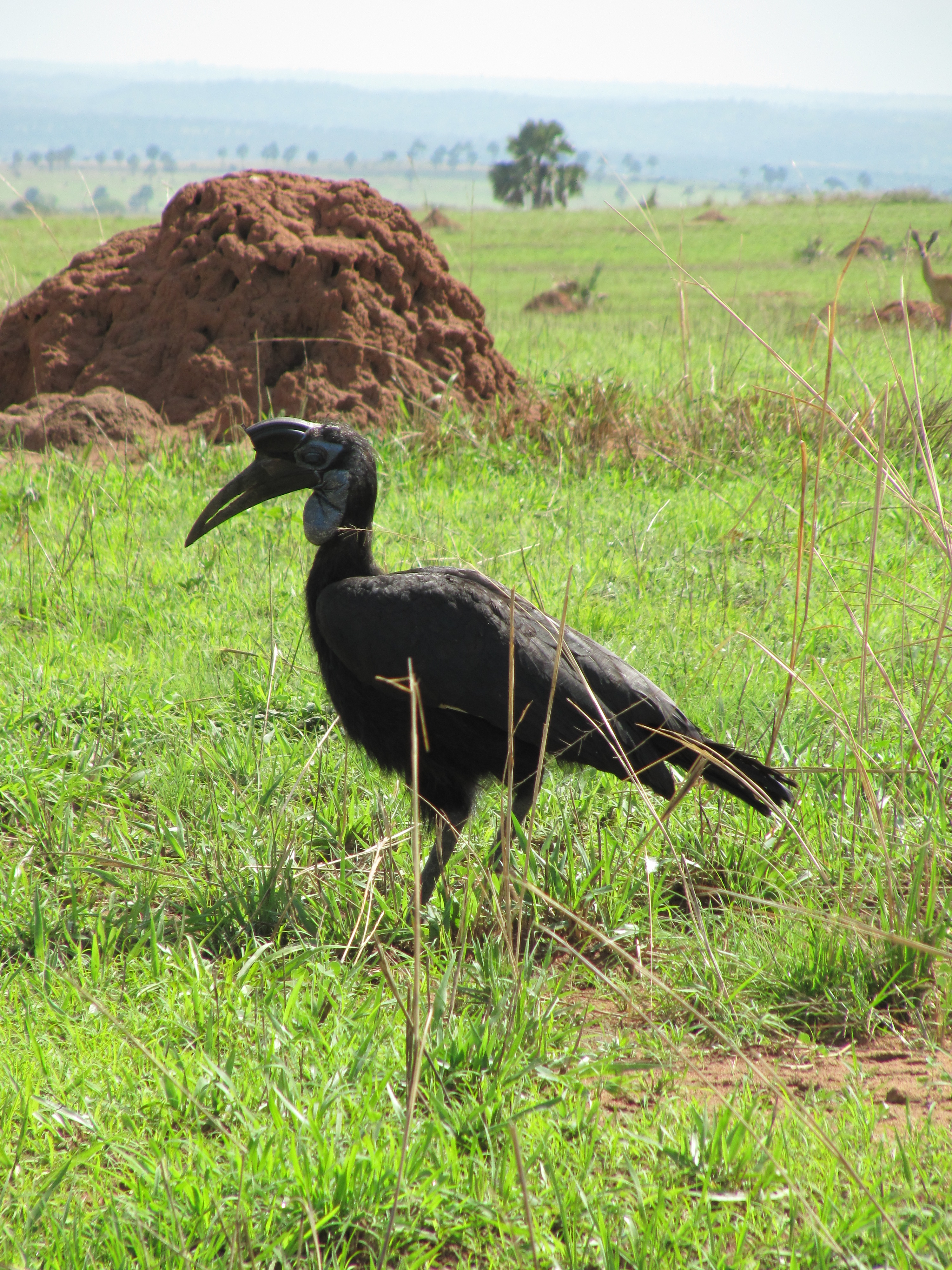
ジサイチョウ
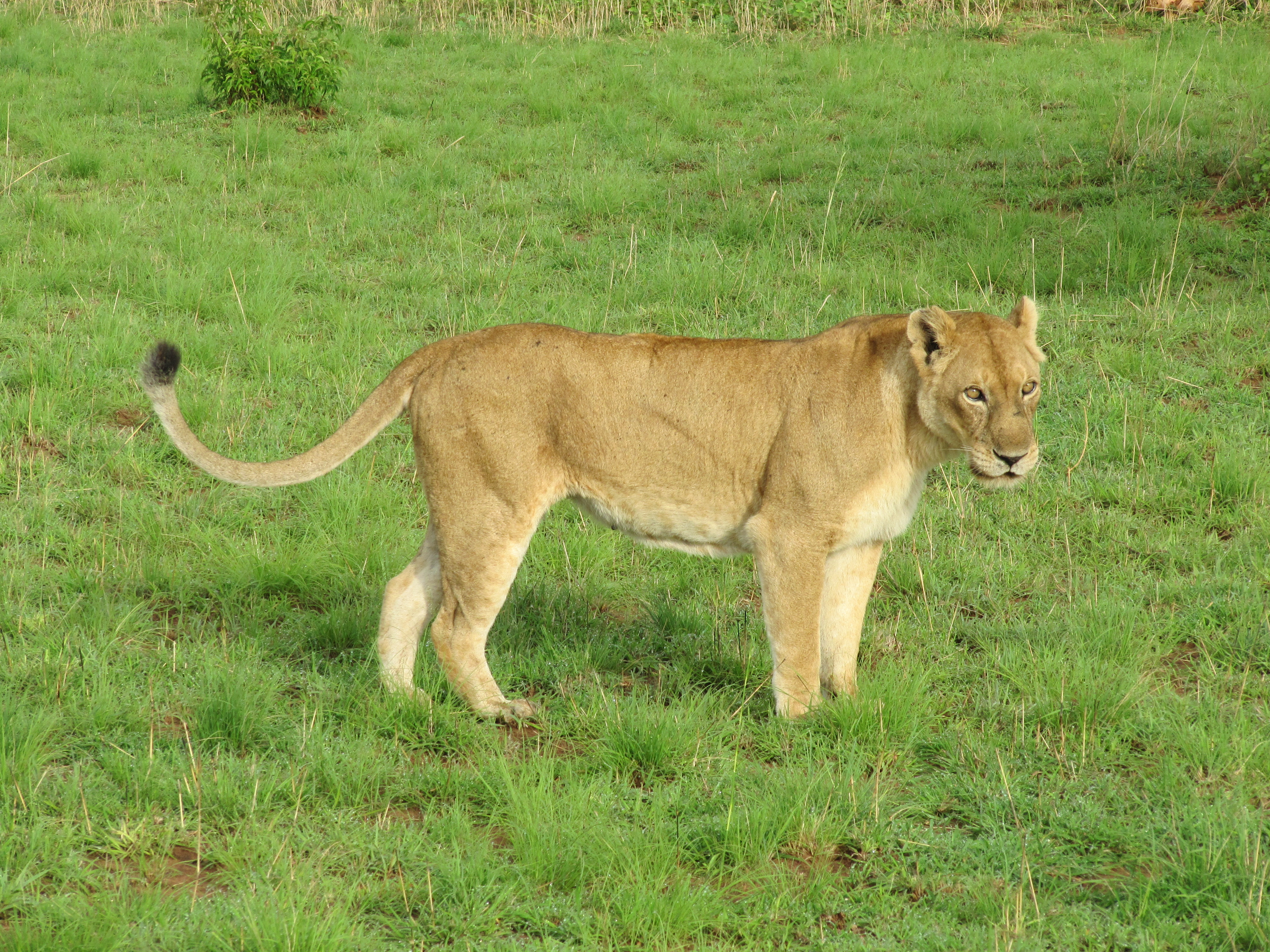
雌ライオン
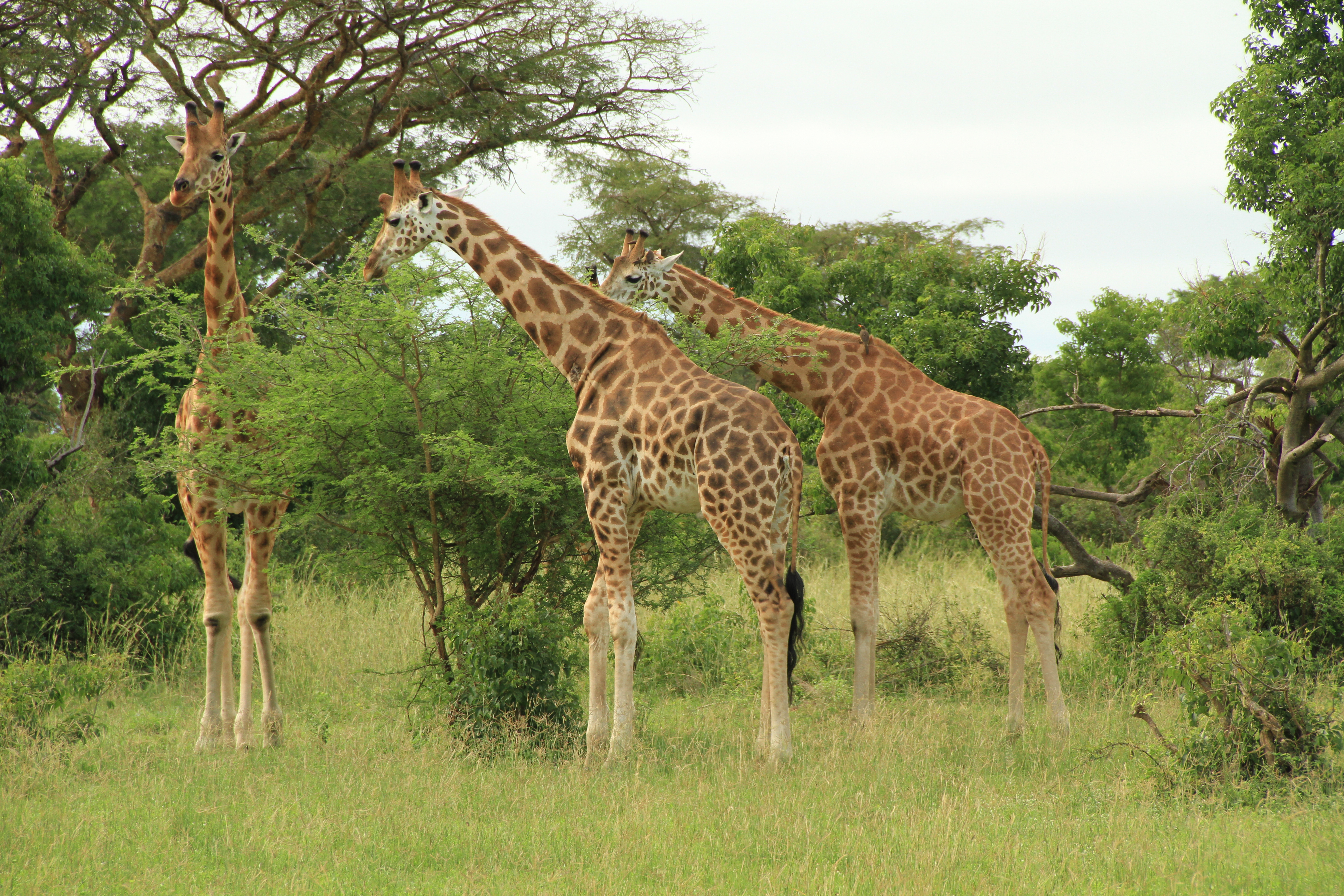
ウガンダキリン（英語版）
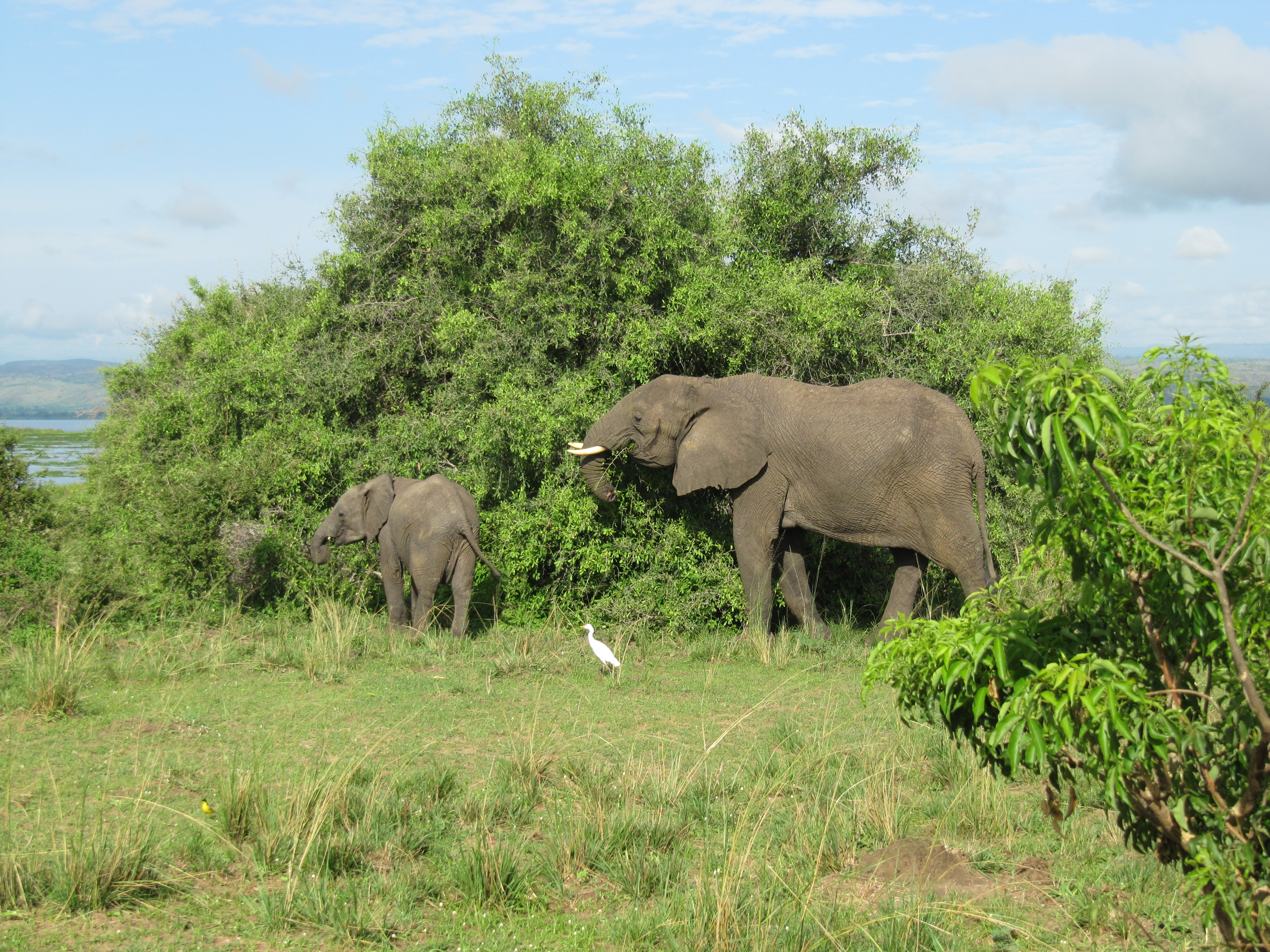
アフリカゾウ
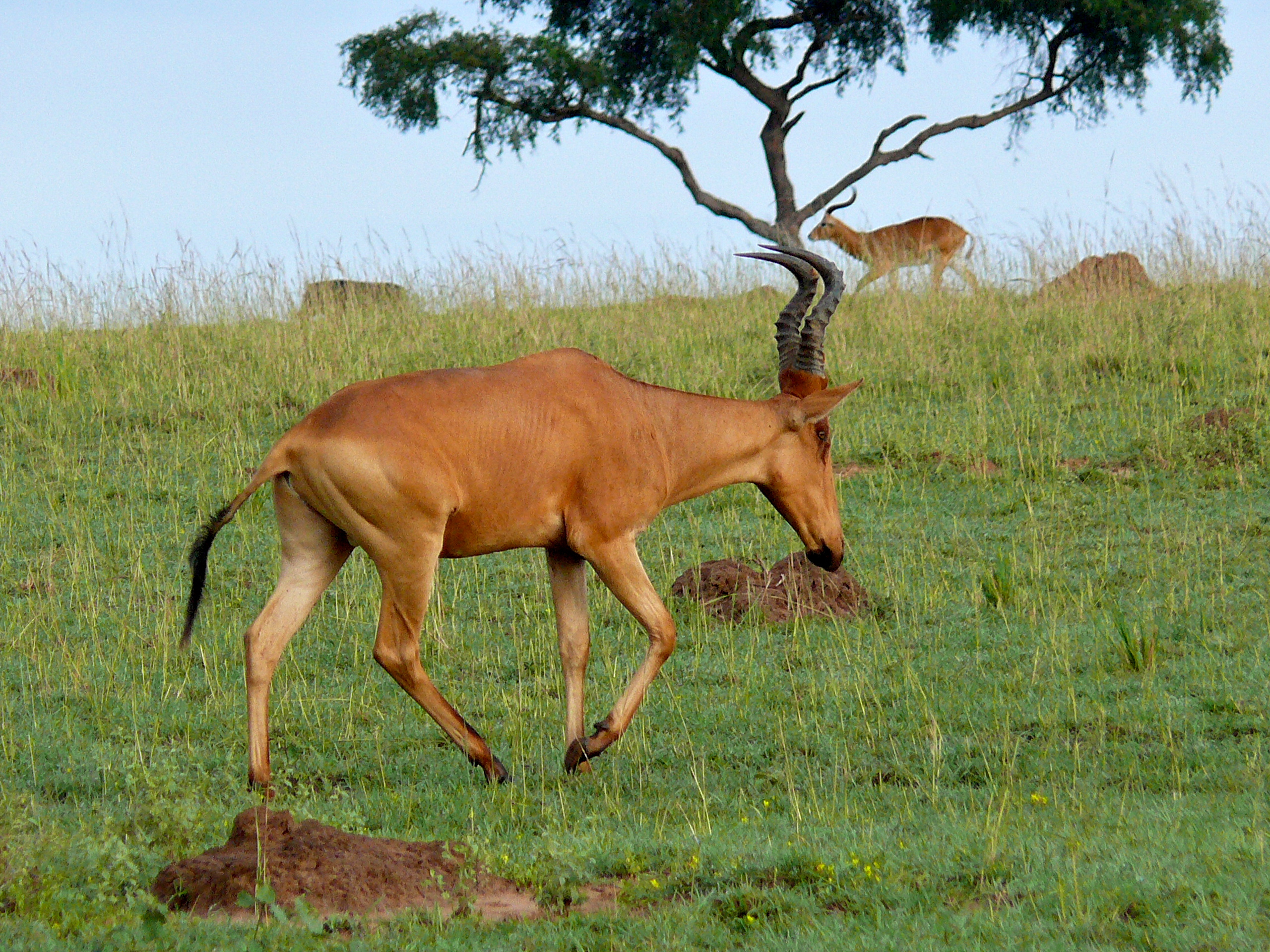
ハーテビースト
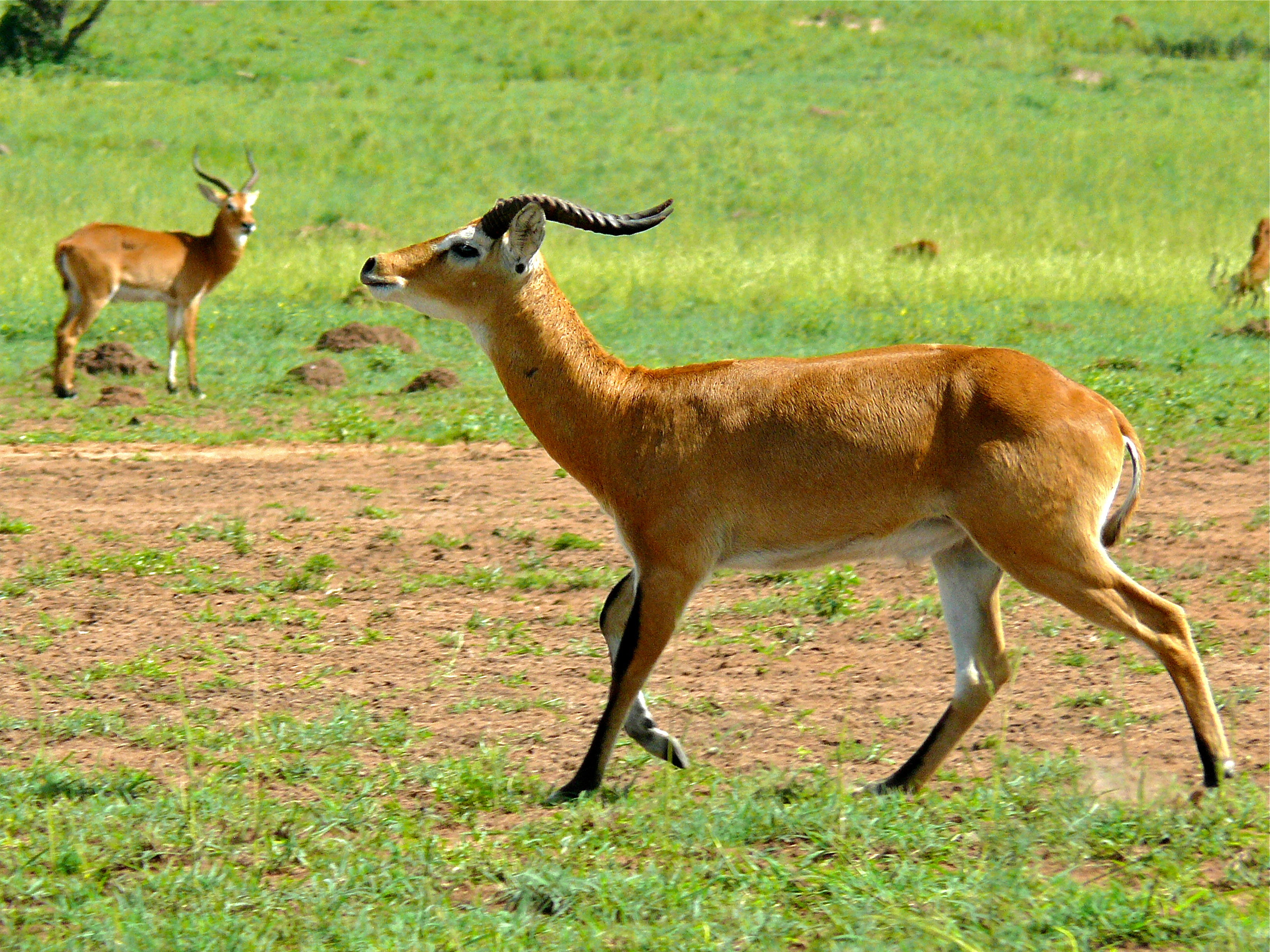
ウガンダコーブ （ウガンダの国獣）
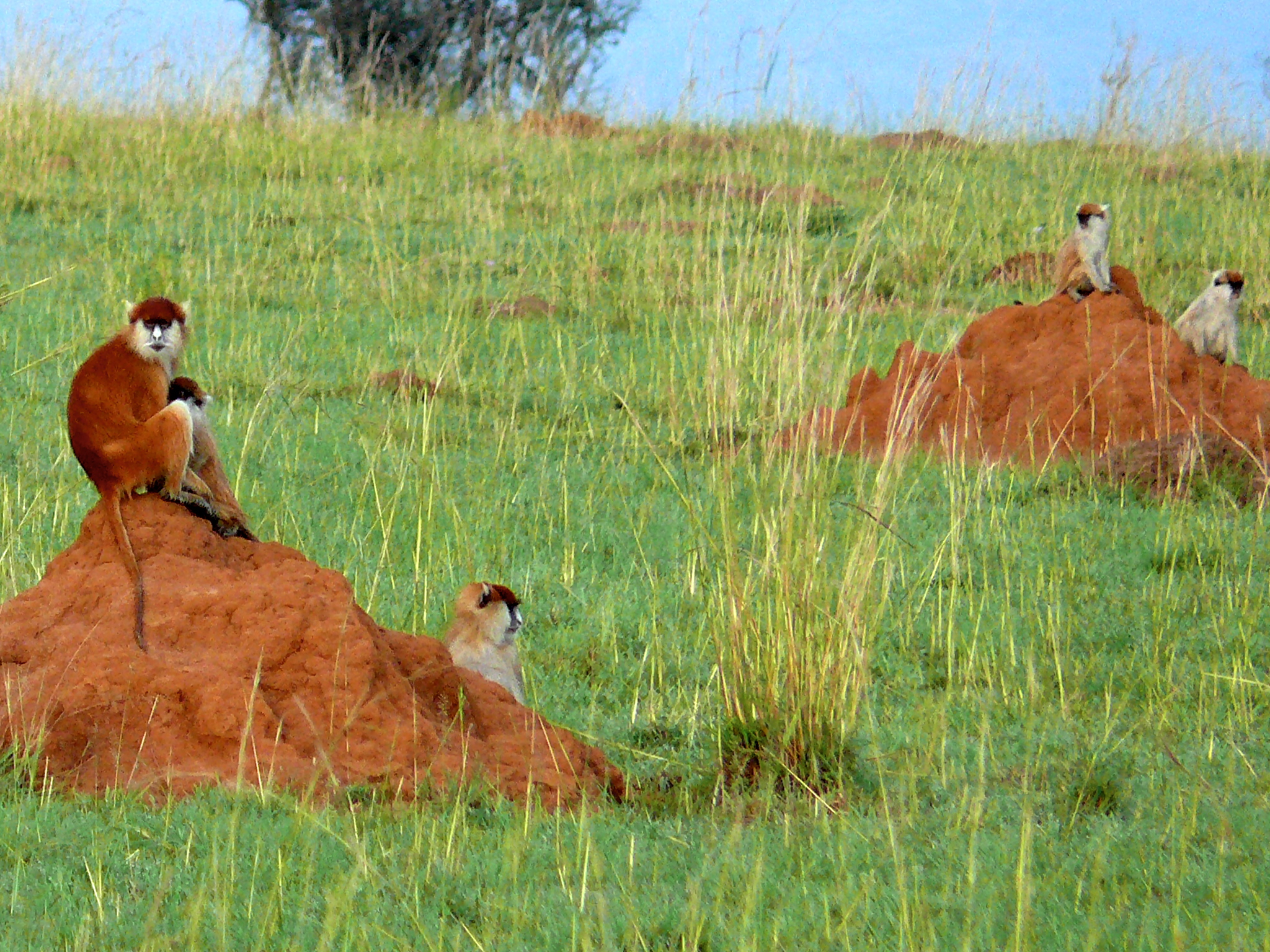
パタスモンキー
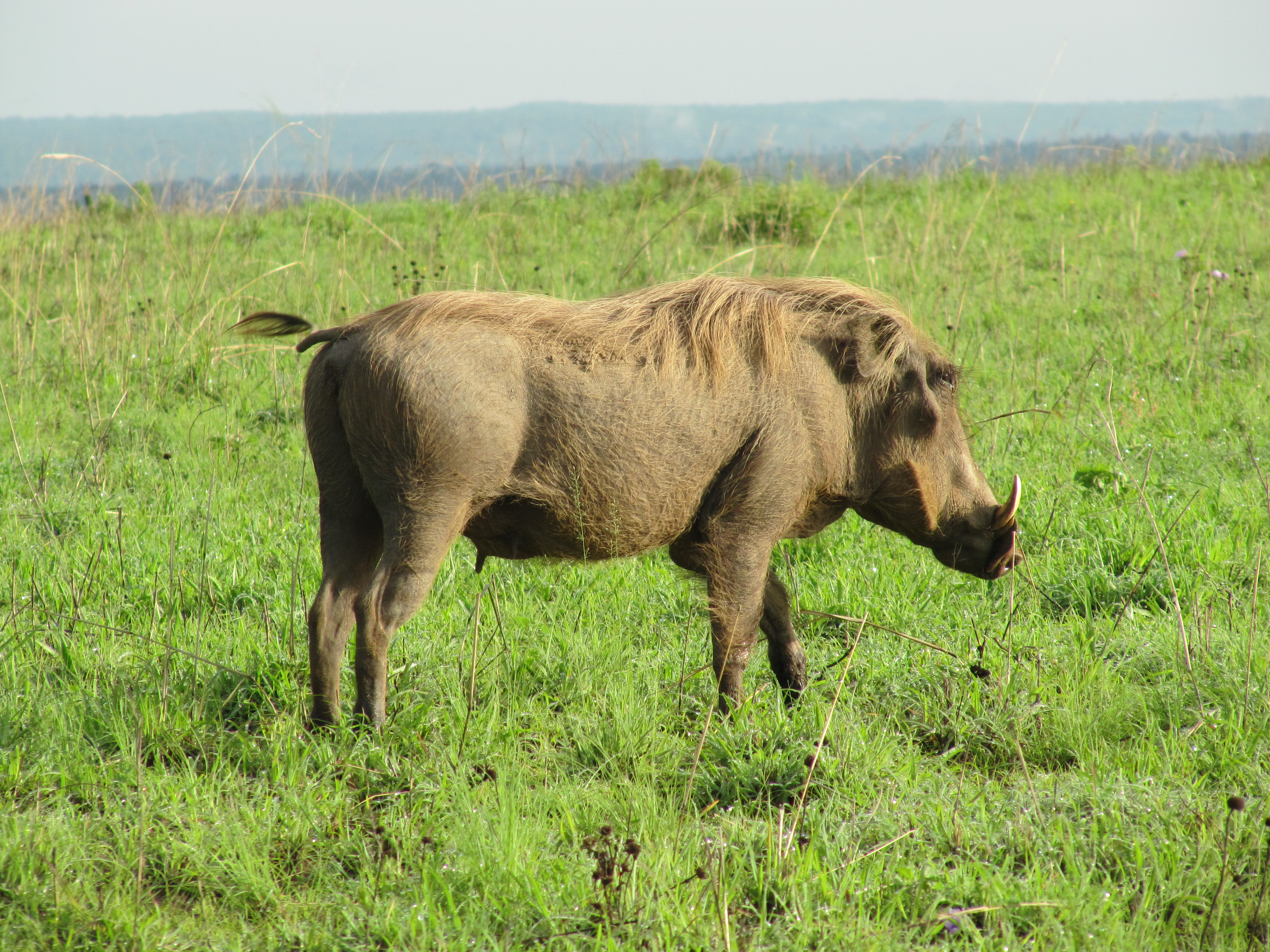
イボイノシシ
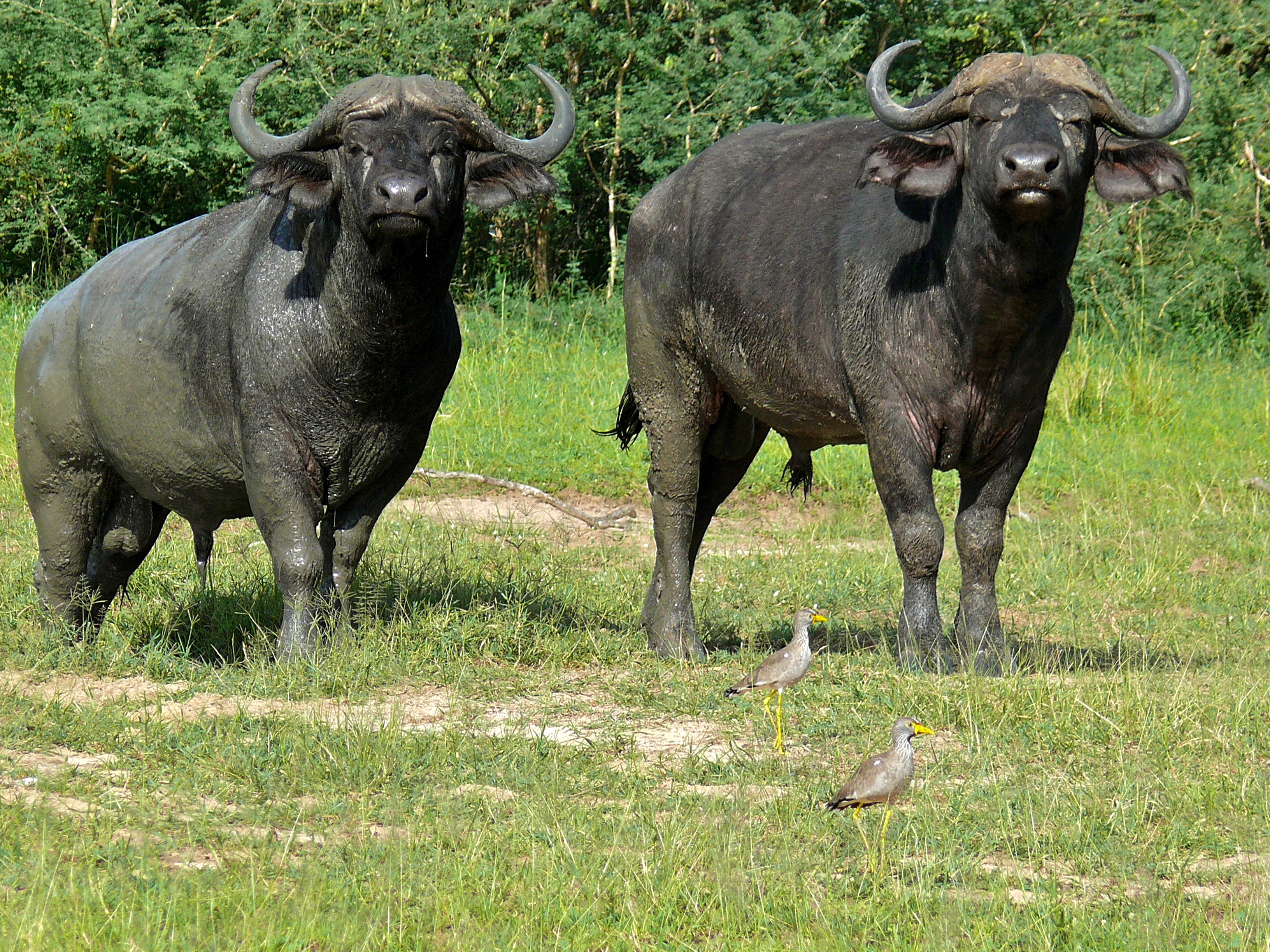
アフリカスイギュウ
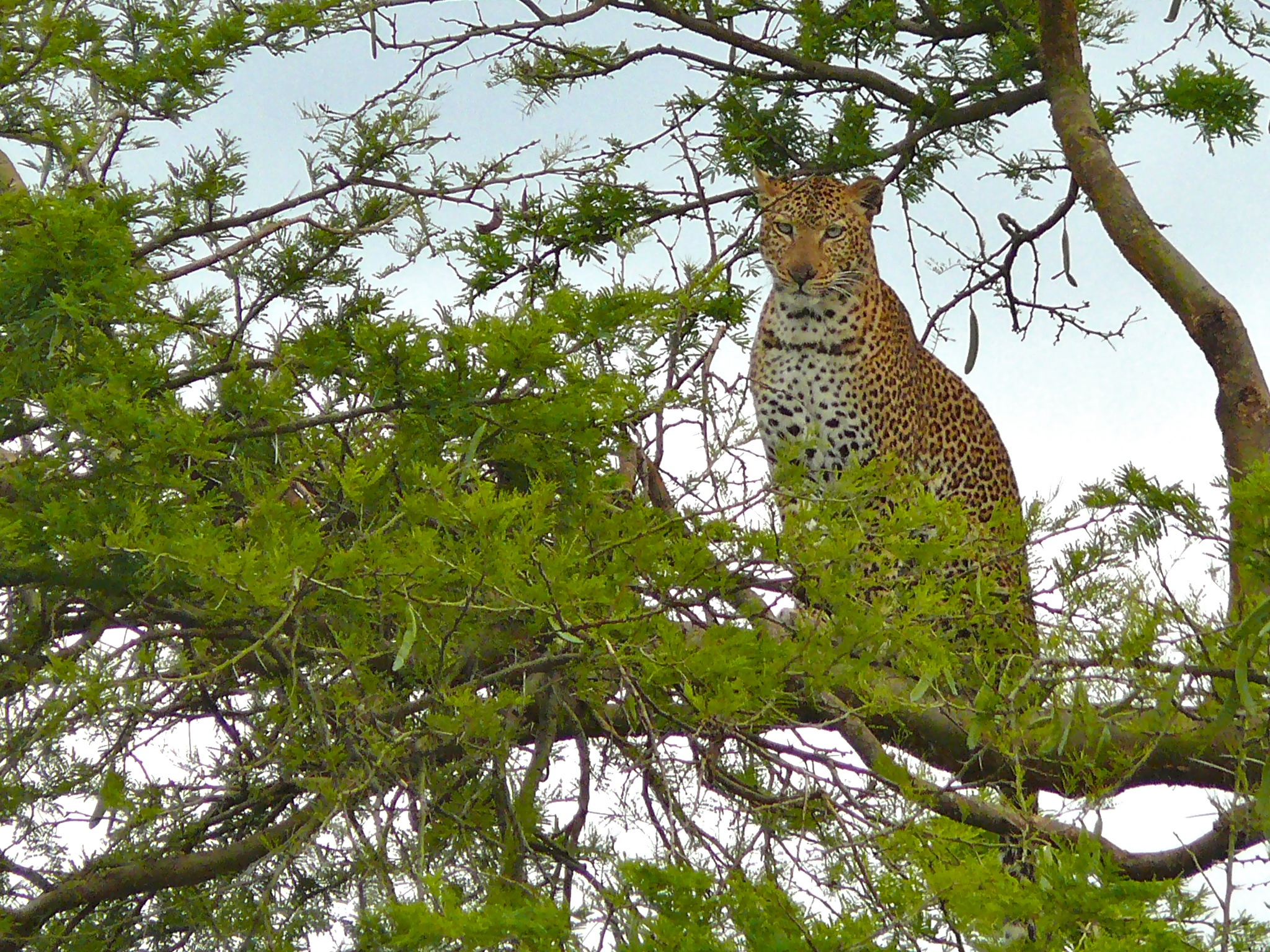
アフリカヒョウ（英語版）